# Johann Reinhard Bünker

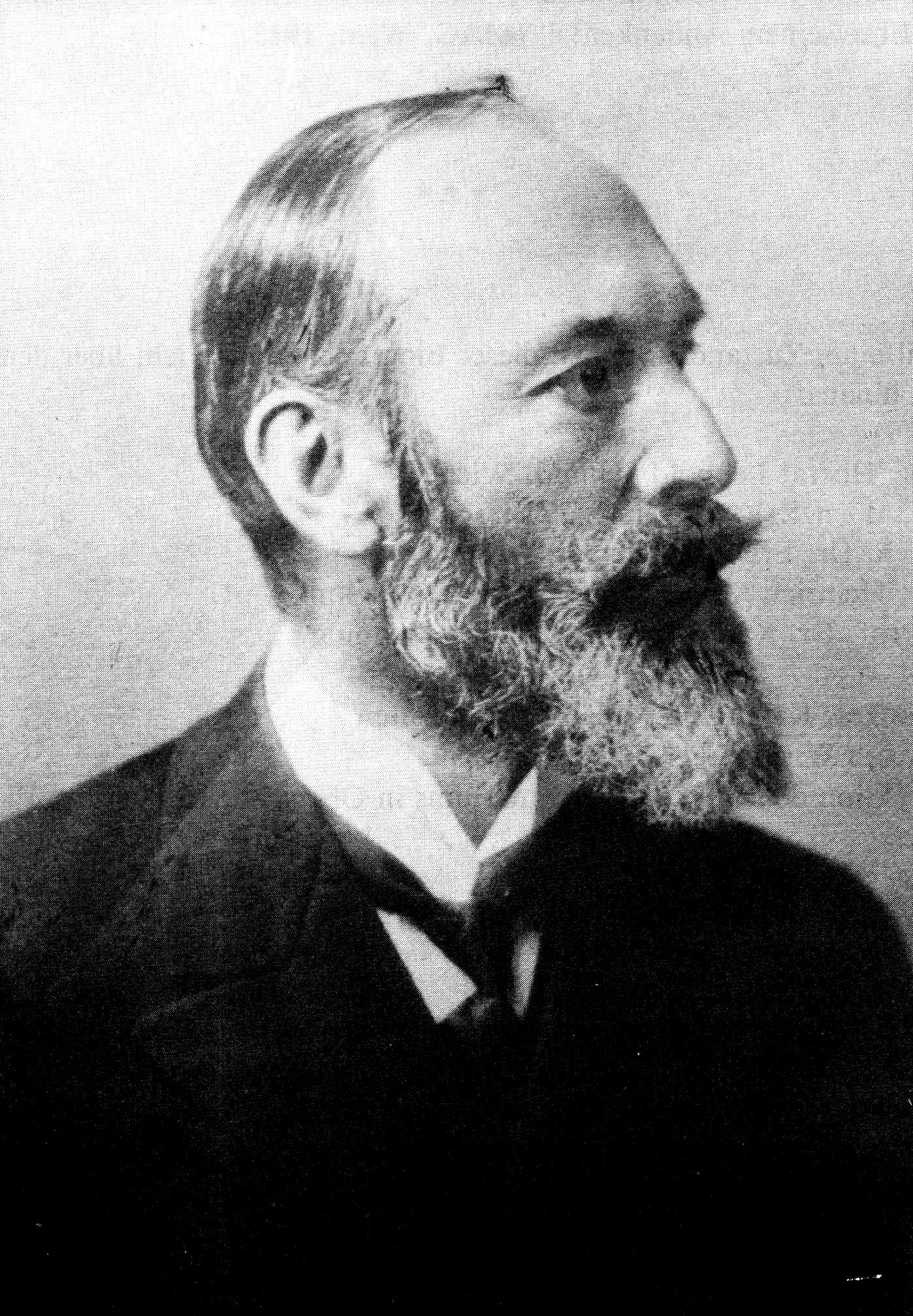
J.R. Bünker um 1900

Johann Reinhard Bünker, auch János Rajnárd Bünker (* 25. April 1863 in Seebach bei Seeboden, Kärnten; † 13. November 1914 in Ödenburg), war Lehrer und Volkskundler. Er gilt als einer der bedeutendsten Volkskundler des südostdeutschen Raumes und war einer der ersten volkskundlichen Erforscher des Heanzenlands. In den dreißig Jahren seines Wirkens (1885–1914) beschäftigte er sich mit Bauernhaus-Forschung und Volkskunde auf dem Gebiet des heutigen Burgenlands, Kärntens, Polens und Sloweniens). Er sammelte Volksdichtung und war im Museum von Sopron tätig. Er publizierte in deutscher und ungarischer Sprache.

## Leben

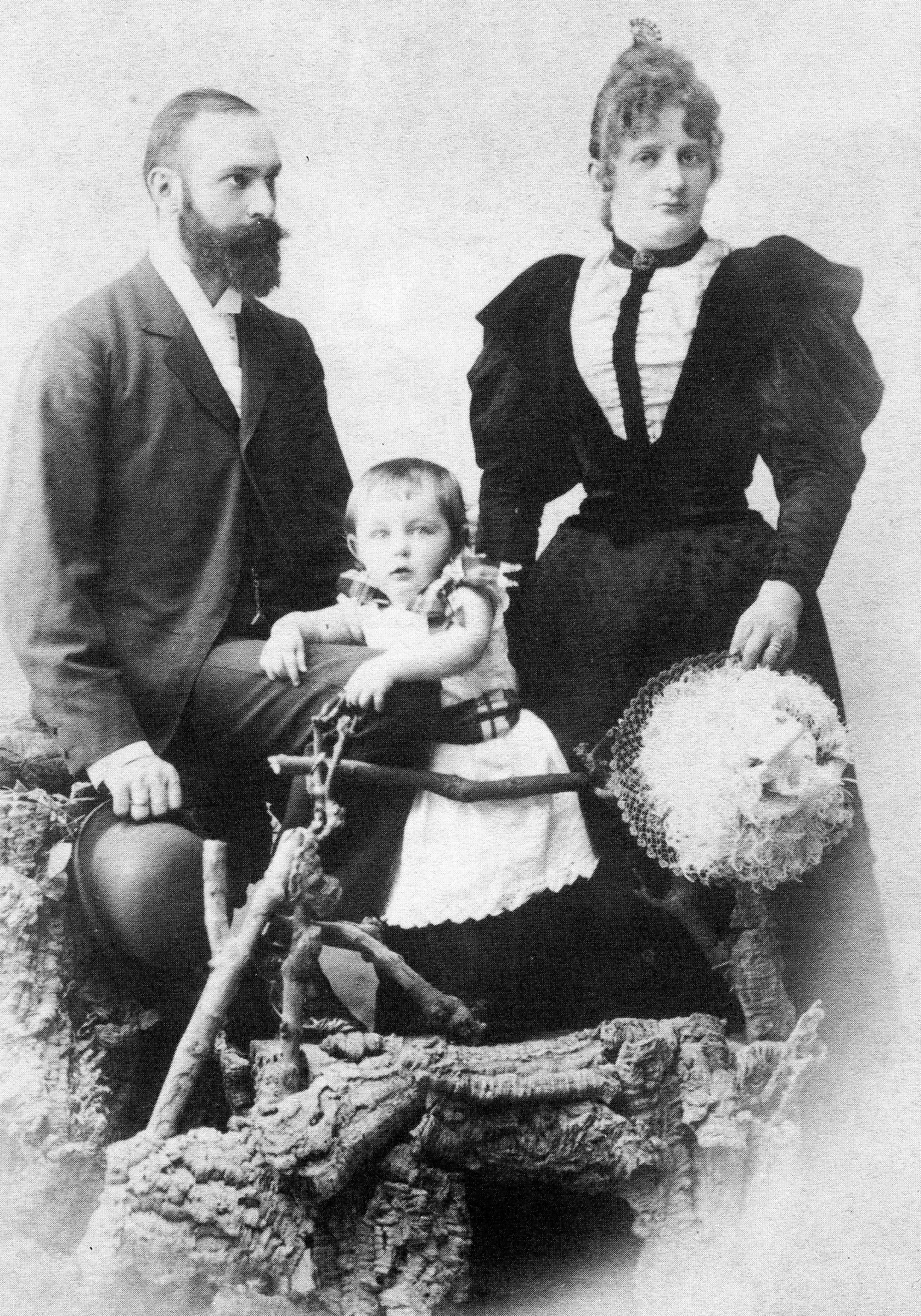
J.R. Bünker mit Gattin Josephine und Sohn Waldemar

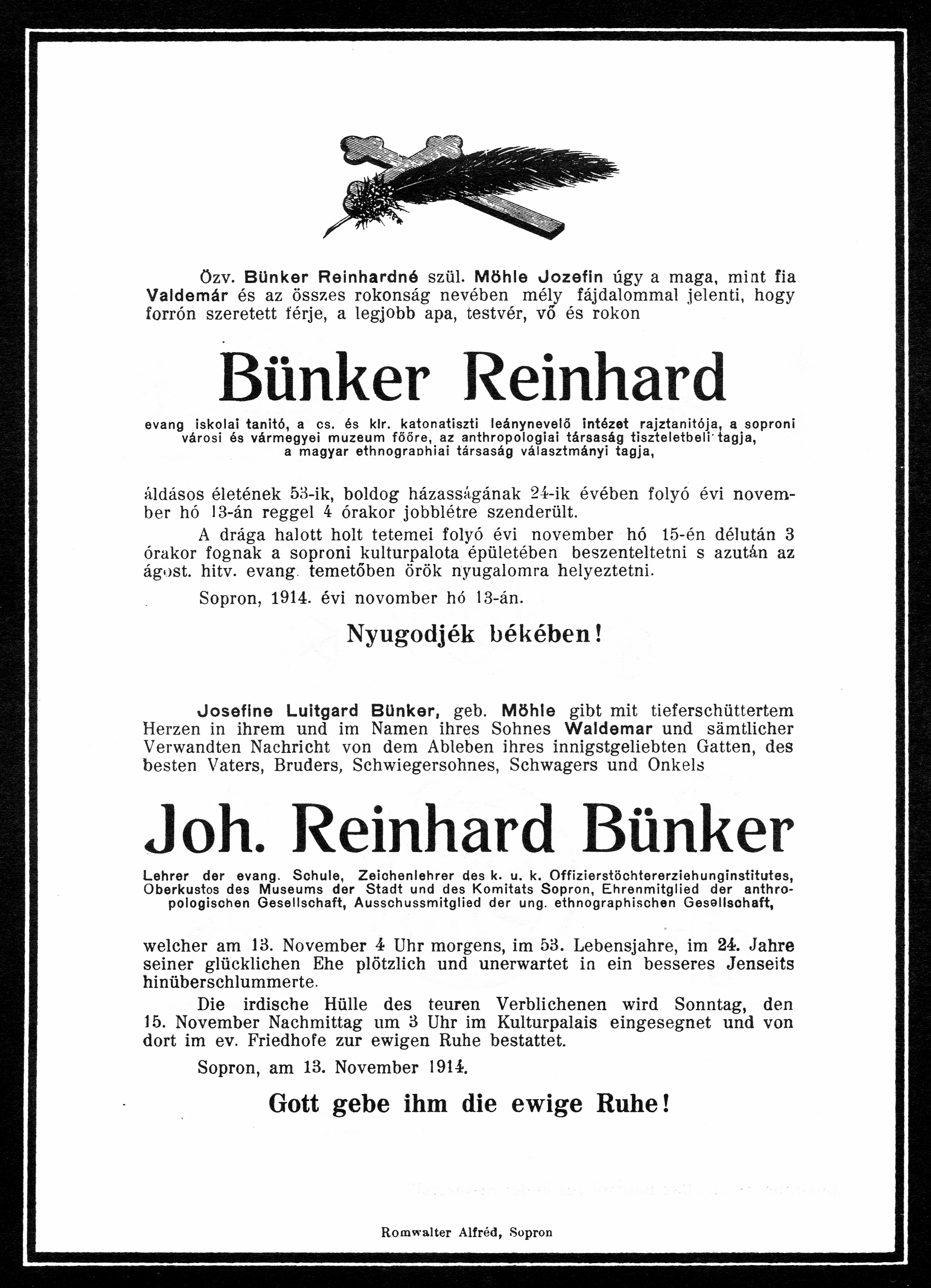
Parte 1914

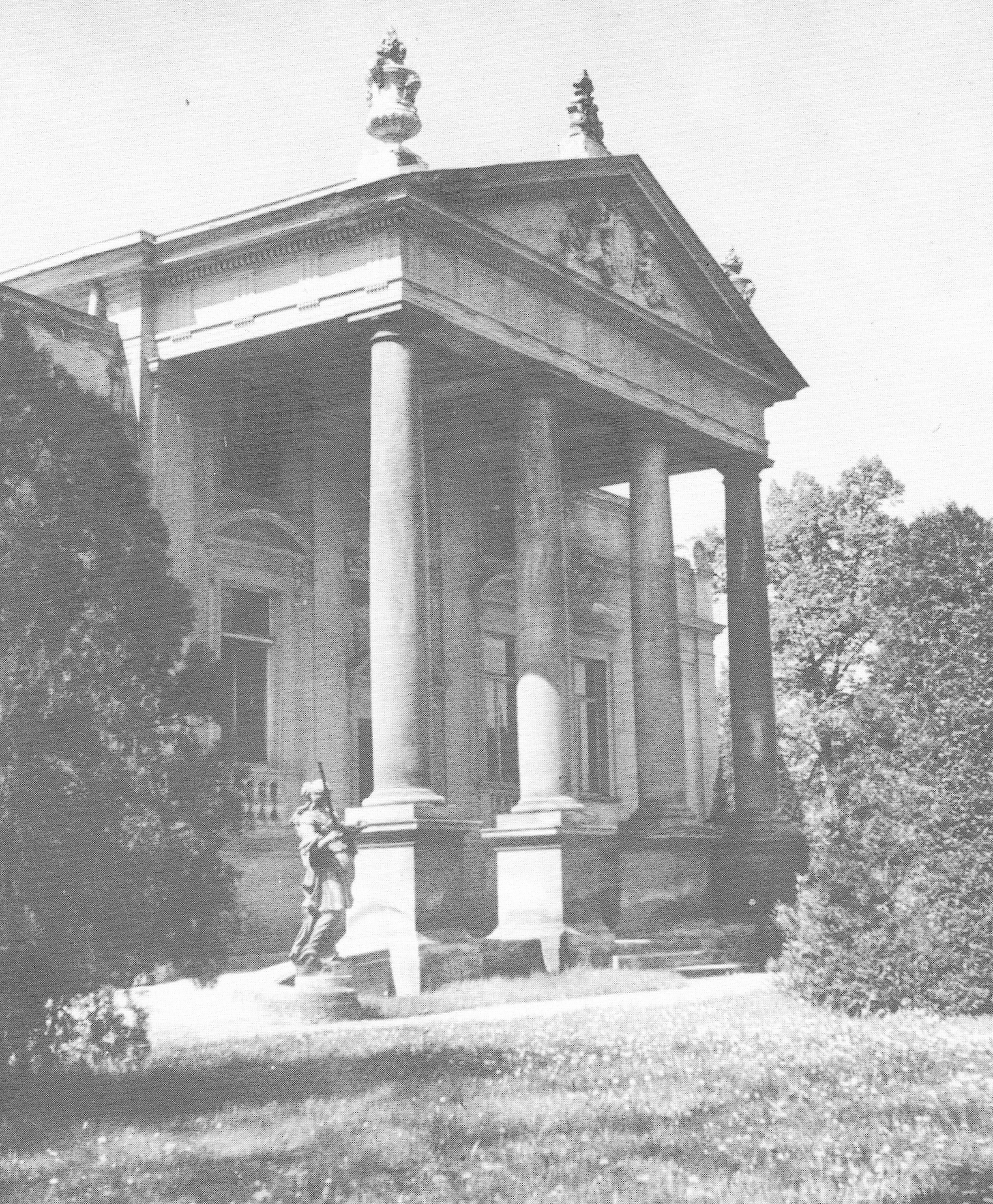
Städtische Museum 1901–1914 geleitet von J.R. Bünker

Bünker wurde als viertes der fünf Kinder von Jakob und Elisabeth Bünker in Seebach geboren und am 14. Mai 1863 in Unterhaus ober Seeboden evangelisch getauft. Sein Vater war ein Färbermeister, der vom Schweizer Fabrikanten Jakob Rikkli 1844 in seine Rotfärberei im Kärntner Seebach geholt worden war. Dieser traditionell evangelischen Familie entstammen in weiterer Folge u. a. der Dichter und Pfarrer Otto Bünker (1916–2001), der Dichter Bernhard C. Bünker (1948–2010) und der Theologe Michael Bünker. Johann Reinhard ging von 1869 bis 1873 in die evangelische Volksschule Unterhaus, von 1874 bis 1875 in jene von Spittal an der Drau. 1876 bis 1881 besuchte er die evangelische Lehrerbildungsanstalt Oberschützen, wodurch er in das Burgenland, damals Teil des Königreichs Ungarn, kam. Ab 1882 lernte er Ungarisch und war als Erzieher tätig. Seit 1890 war er evangelischer Lehrer in Ödenburg. 1891 absolvierte er einen Handfertigungskurs (Werkunterricht) in Leipzig. In diesem Jahr heiratete er die Schweizer Staatsbürgerin Josefine Möhle. Ab 1892 war Bünker Zeichenlehrer am k.u.k. Officierstöchter-Erziehungs-Institut Ödenburg. Seit 1890 war er beim Allgemeinen Lehrerverein Ödenburg tätig, seit 1894 beim Ödenburger Kirchenkomitat Schriftführer. „Ohne akademische Studien gemacht zu haben, ist er durch Forscherdrang, eisernen Fleiß und Wahrheitsliebe ein echter Mann der Wissenschaft geworden.“ Ab 1901 wurde er Oberkustos des Museums der Stadt und des Komitats Sopron. Er war Ehrenmitglied der anthropologischen Gesellschaft und Ausschussmitglied der ungarischen ethnografischen Gesellschaft. Am 13. November 1914 verstarb er im Alter von 51 Jahren in Sopron und ist am örtlichen evangelischen Friedhof begraben.
Neben seiner Erziehertätigkeit entstanden vielfältige literarische Arbeiten: In der Oberwarter Sonntagszeitung veröffentlichte er schöngeistige Werke, in der Zeitschrift Volksschule pädagogische Arbeiten, in der Allg. deutschen Lehrerzeitung Nachrichten über Ungarn, in der Zeitschrift Sopron und Ödenburger Zeitung Erzieherthemen, im Pester Lloyd schrieb er über Handfertigkeit, in den Mitteilungen der Anthropologischen Gesellschaft in Wien über Volkstum, desgleichen auch in Ethnologischen Mitteilungen aus Ungarn. In Buchform erschien gemeinsam mit Schranz 1893 Die Entwicklungsgeschichte des Handfertigungsunterrichts, dessen gegenwärtiger Zustand und seine Ziele.

## Die Bauernhausforschung
J.R. Bünker beschäftigte sich sehr intensiv mit der Typologie von Bauernhäusern. Die Ergebnisse seiner Forschungen veröffentlichte er fortlaufend bevorzugt in den Mitteilungen der Anthropologischen Gesellschaft in Wien. Nicht zuletzt als Zeichenlehrer war er bemüht, seine Beiträge fundiert und umfangreich zu illustrieren. Die fotografische Dokumentation war zu seiner Zeit noch zu teuer, daher arbeitet er bei seinen Forschungsreisen im Team mit weiteren Zeichnern und Malern wie z. B. für den Beitrag über die Bauernhäuser am Millstätter See.

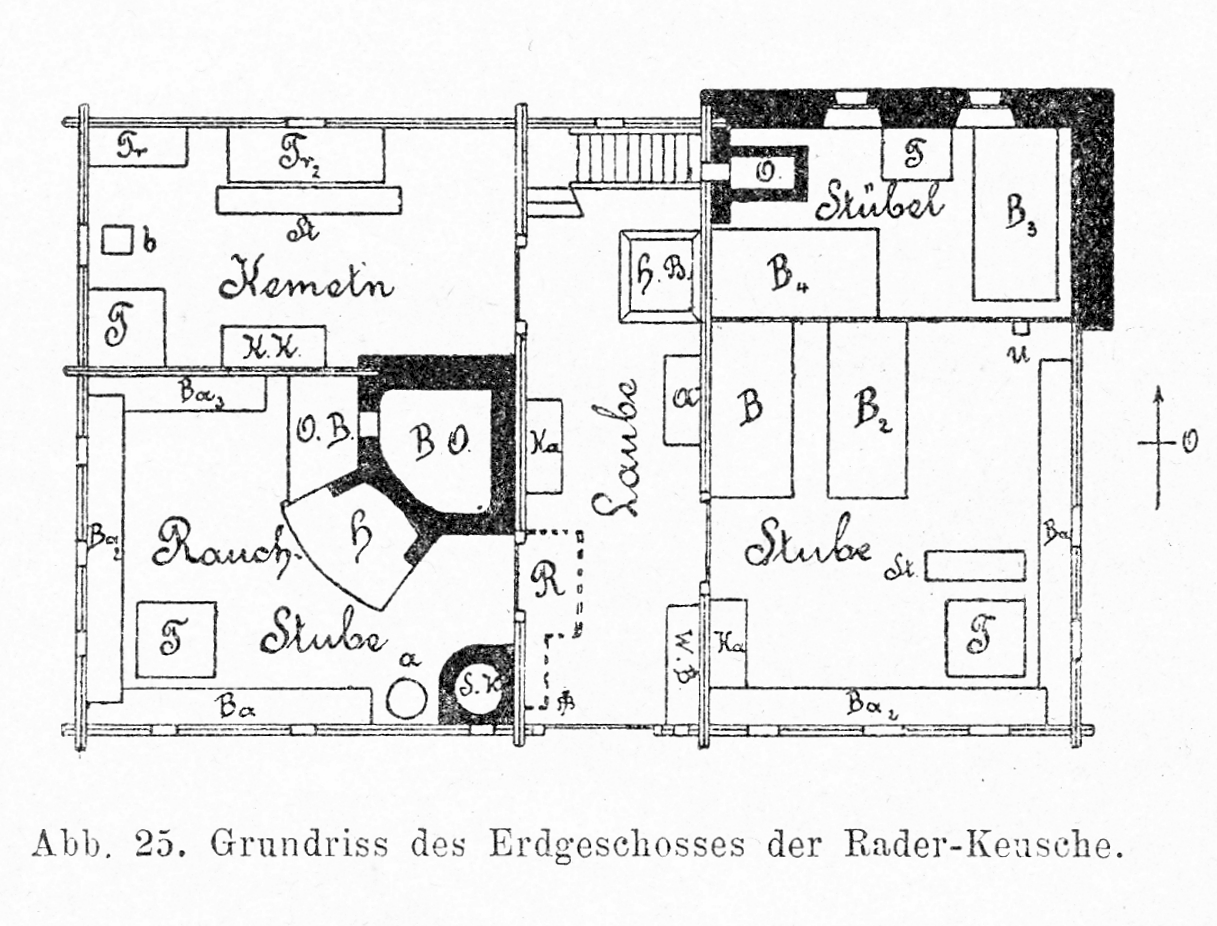
Grundriss Rader-Keusche 1900 von J.R.Bünker
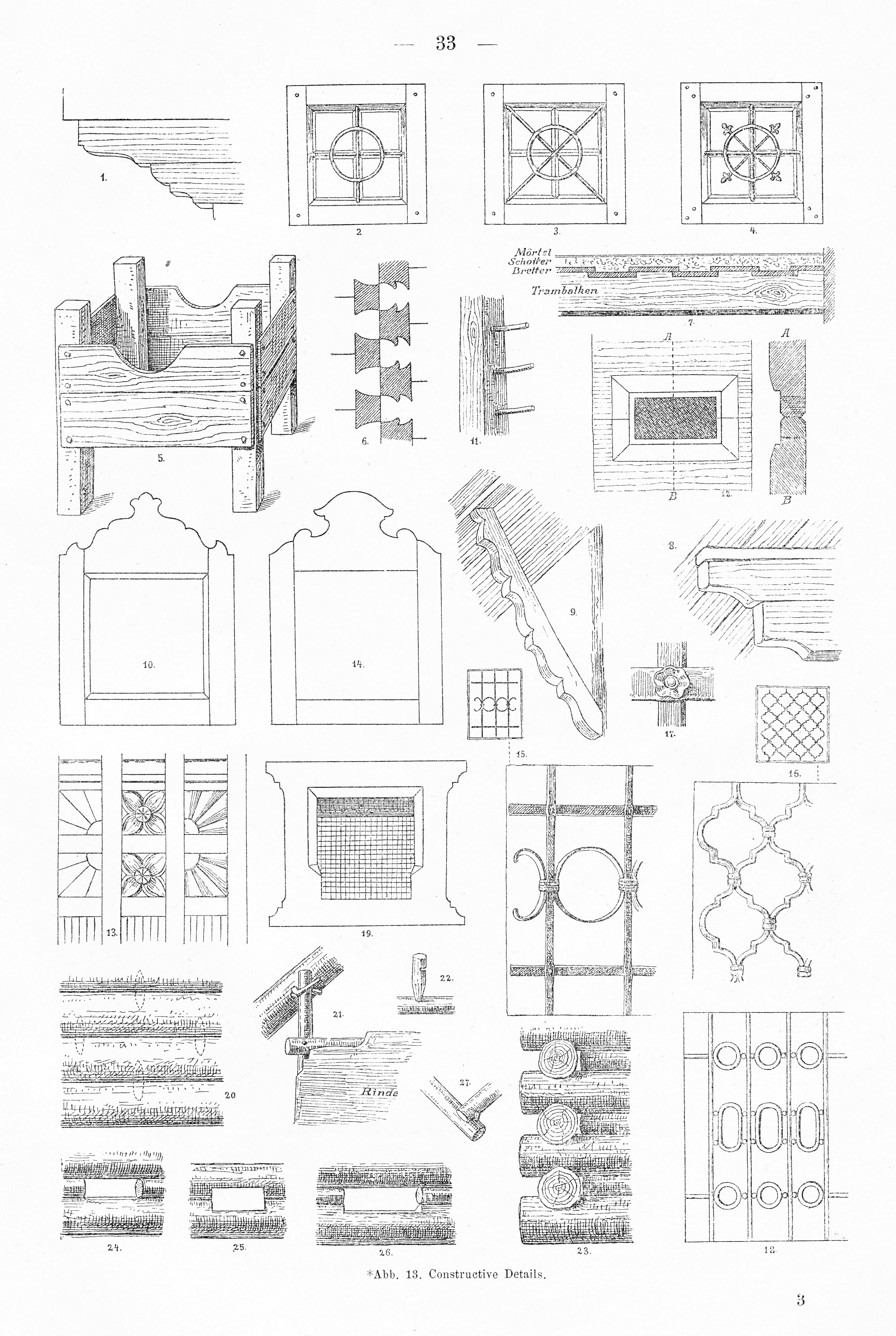
Details Rumpler-Keusche 1900 von J.R.Bünker
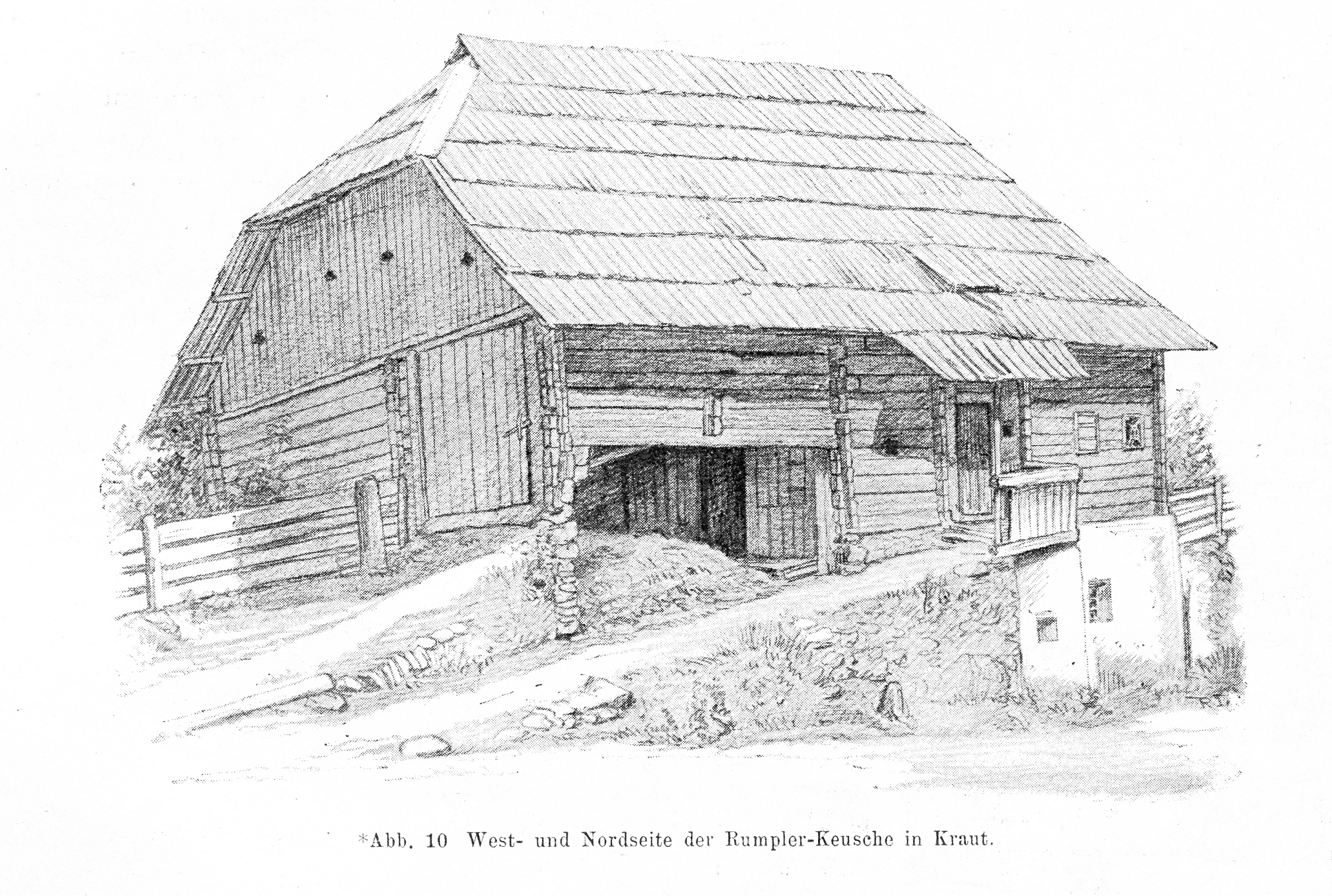
Außenansicht Rumpler-Keusche 1900 von R. Lischka

In seiner ersten Arbeit von 1894 / 1895 (Erscheinungsjahr) beschäftigt er sich mit Bauernhäusern der Deutschen in Westungarn (Heanzen) aus der Gegend von Ödenburg. Wie in späteren Arbeiten beginnt er mit der Darstellung von Feldern, Fluren und Liegenschaften. Er analysiert die sozialen Strukturen (Bauern, Hoffstattler mit wenig Grund, die Kleinhäusler oder Söldner und die Neuhäusler).
Die Publikationen von 1897 beschreiben Häuser in der östlichen Mittelsteiermark und von Stams im Oberinntale in Tirol (1897). 1899 geht es um die Siebenbürger Sachsen. 1900 erscheinen die Typen von Dorffluren an der dreifachen Grenze von Niederösterreich, Ungarn und Steiermark, 1902 seine Bauernhäuser vom Millstätter See (Seeboden, Treffling, Tangern, Radl). Weitere Publikationen gibt es über die Hafneröfen in Stoob (1903), das Székler-Haus(1904), die slowenischen Fluren und Bauernhäuser im Gailtal (1905), die polnischen Häuser und Fluren aus der Gegend von Zakopane und Neumarkt in Galizien. (1907), die Dorffluren und Bauernhäuser im Lungau (1909) und der Gegend von Köflach in der Steiermark (1909). Seine letzten diesbezüglichen Veröffentlichungen von 1913 beschäftigen sich mit Dorffluren und Bauernhäuser der Gegend von Murau und 1914 mit der Gegend von Lienz.

## Brauchtum und volkskundliche Dichtung
Ein weiteres Forschungsgebiet von Bünker war die Dokumentation von Brauchtum und Volksdichtung. Ab 1893 begann Bünker mit seinen Aufzeichnungen, anfangs mit Kleindichtung wie Kinderreime und Sprichwörter aus dem Munde der von ihm unterrichteten Volksschüler in Ödenburg. Bei seinen Bauernhaus-Arbeiten z. B. „Das Bauernhaus ob dem Millstättersee“ notierte er immer wieder Haussprüche so z. B. „Veracht mich nicht um das meinige, betracht zuvor dich und das deinige. Findest du ohne Tadel dich, komm alsdann o Freund und verachte mich.“ 1909 veröffentlichte Bünker 106 volkstümliche Liedtexte in heanzischer Mundart aus den Orten Bernstein, Harkau, Kemeten, Ödenburg und Weppersdorf. Er ging davon aus, dass diese „spezifisch heanzisch“ seien. Einstweilen zeigte sich, dass sich bestimmte Vierzeiler auch in Niederösterreich, der Steiermark oder Kärnten finden. Auch im Kärntner Metnitztal zeichnete Bünker Volkslieder auf. 1906 erschienen 113 Schwänke, Sagen und Märchen in heanzischer Mundart. Es wurde kein Volksbuch, da die Ui-Mundart für mit dem Dialekt nicht vertraute Leser durch eine Fülle von Interpunktionen und Lautzeichen schwer lesbar ist. Überlieferer der Geschichten war der 1831 geborene Ödenburger Tobias Kern, ein Straßenkehrer und Analphabet, der seine Erzählungen auch 10 Jahre später nahezu wortgleich wiedergeben konnte. Er kannte die Geschichten von seinem Großvater und alten Ödenburgern bzw. aus Niederösterreich, wo er in jüngeren Jahren in Arbeit stand. Zehn Erzählungen Kerns erschienen aufgrund ihres erotischen Inhalts nicht im Sammelband, sondern im nur für Volksforscher erscheinenden Anthropophyteia, Jahrbücher für folklorische Erhebungen und Forschungen. 15 von Kern überlieferte Kindermärchen, Was mir der alte Mann erzählte, wurden von Bünker in die Schriftsprache übertragen und 1929 mit einem Nachwort von Max Mell veröffentlicht. Wie Bünker erlebte sein Sohn Waldemar, ungarischer Husarenoffizier, dem das Buch gewidmet war, sein Erscheinen nicht mehr.
Durch seine Abstammung aus Kärnten verbrachte Bünker viele Sommer in Trebesing im Liesertal bei seinem Bruder, dem evangelischen Pfarrer und Senior Karl Bünker. Dort zeichnete er die Erzählungen des Fassbinders und Almhirten Johann Wirnsberger auf, die nicht in einem eigenen Band, sondern in Nachschriften veröffentlicht sind. Insbesondere in Kärnten aber auch der Obersteiermark hat Bünker 20 Volksschauspiele aufgezeichnet. Im Gebirgsdorf Kaning ob Radenthein, das einen Tagesmarsch entfernt von Trebesing auf der östlichen Seite der Millstätter Alpe in den Nockbergen liegt, fand er den Bauern Matthias Mitterscheider als Gewährsmann. Dieser „las, wohl beim rußenden Kienspan in der Rauchkuchl, Ritterromane und Volksbücher aller Art, die er für seine ländliche Schauspieltruppe dramatisierte und niederschrieb.“ Seit 1885 gab es in Kaning eine „Dilettanten Gesellschaft“, eine Laienspielgruppe, die es zu lokaler Berühmtheit brachte. Viele der Theaterstücke sind von Mitterscheider geschrieben oder überliefert. Gespielt wurde meist eine Tragödie mit einer Komödie (einem kurzen Einakter) kombiniert, um die Gefühle des Publikums nach einem oft blutrünstigen Geschehen wieder ins rechte Lot zu bringen. Weitere Stücke Aufzeichnungen kommen aus Metnitz. Passionsspiele schrieb er in St. Lorenzen ob Murau und in St. Lambrecht auf.

## Museumsarbeit in Ödenburg / Archäologische Studien
In Anerkennung seiner wissenschaftlichen Arbeit wurde er zum Oberkustos des 1901 eröffneten Stadtmuseums Sopron berufen, das aus dem alten Stadt- und Komitats-Museum hervorgegangen war. Unter seiner Leitung wuchs der Museumsbestand an und eine selbständige volkskundliche Abteilung wurde eingerichtet. Als unermüdlicher Sammler deponierte Bünker Sachgüter der burgenländischen Volkskunde in Wien, noch bevor das Österreichische Museum für Volkskunde seinen Regulärbetrieb aufnahm. Er publizierte verschiedene Beiträge zu Museums- und Ausstellungswissenschaftlichen Themen. Das waren u. a. das von ihm geführte Ödenburger Museum als Gesamtes, Sammlungen wie die volkskundlichen Zimmer, Meisterstücke des Schlossergewerbes, Wiener Spätrenaissance Luster, Tischkreuze oder archäologische Funde. 1897 beschäftigte er sich mit einem ethnographischen Dorf, das im Zuge der Millenniums-Landesausstellung des Ethnografischen Museums Budapest gezeigt wurde. Weitere Arbeiten widmeten sich dem alten evangelischen Friedhof von Ödenburg mit seinen Grabmälern, der evangelischen Kirche mit ihren Goldschmiedearbeiten, Fresken der Heiligen Geist Kirche, einem Rastkreuz, dem Leben um 1800 und dem Hexenglaube im alten Ödenburg.

## Werke
- J.R. Bünker: Projekte im Bestand des Architekturmuseums in der Universitätsbibliothek der Technischen Universität Berlin

## Sekundärliteratur
- Bünker Johann Reinhard. In: Österreichisches Biographisches Lexikon 1815–1950 (ÖBL). Band 1, Verlag der Österreichischen Akademie der Wissenschaften, Wien 1957, S. 125.
- Michael Haberlandt: † J. R. Bünker. In: Zeitschrift für österreichische Volkskunde. 20. Jahrgang (1914), S. 178–179
- Rudolf Meringer: Johann Reinhard Bünker †. In: Mitteilungen der Anthropologischen Gesellschaft in Wien. 45. Band (1915), S. 95–96
- Leopold Schmidt, Norbert F. Riedl: Die J. R. Bünker-Sammlung zur Sachvolkskunde des mittleren Burgenlandes. In: Wissenschaftliche Arbeiten aus dem Burgenland. Heft 6, Eisenstadt 1955, zobodat.at [PDF]
- Ernö Tompos: Bünker Janos Rajnard – 1863–1914. In: Soproni Szemle XXXIII, EVFOLYAM 1979, S. 357–361
- Otto Bünker: Johann Reinhard Bünker – Sein Lebenswerk für die Volkskunde. Herausgegeben vom Burgenländischen Landesmuseum, Eisenstadt (Amt der Burgenländischen Landesregierung, Abteilung XII/3), Eisenstadt 1982, 71 Seiten.